# 아일랜드의 정당
아일랜드는 원칙상 다당제 국가이며, 집권당인 피네 게일이나 아일랜드 독립운동과 연관이 깊은 신페인을 비롯해 여러 정당들이 존재하고 있다.

## 아일랜드의 주요정당들 (의석순)
- 피네 게일 - 중도우파, 기독교민주주의, 친유럽주의
- 노동당 - 중도좌파, 사회민주주의, 친유럽주의
- 피아나 페일 - 중도우파, 보수주의, 포퓰리즘, 친유럽주의
- 신 페인 - 좌익, 아일랜드 공화주의, 좌파 내셔널리즘, 민주사회주의
- 레냐 아일랜드 - 중도우파, 기독교민주주의, 친유럽주의
- 연합좌파 - 좌익, 민주사회주의
- 사회당 - 중도좌파, 트로츠키주의
- 인민 우선 이익 동맹 - 중도좌파, 민주사회주의, 트로츠키주의
- 노동자와 실업자 행동 그룹 - 좌익, 사회주의, 실업자 정당
- 녹색당 - 중도좌파, 친유럽주의, 녹색 정치
- 아일랜드 공산당 - 극좌, 공산주의, 마르크스-레닌주의, 유럽회의주의
- 아일랜드 노동자당 - 극좌, 공산주의, 마르크스-레닌주의, 아일랜드 공화주의, 유럽회의주의
- 아일랜드 공화사회주의자당 - 극좌 공산주의, 마르크스-레닌주의, 아일랜드 공화주의, 유럽회의주의
- 신 페인 공화당 - 극좌, 아일랜드 공화주의, 사회주의

## 같이 보기
- 북아일랜드의 정당 목록